# Lennart Lind
Lennart Lind, född 12 april 1930 i Klippan, är en svensk friidrottare (stavhopp). 
1952 deltog Lind i OS i Helsingfors och slutade elva på resultatet 4,10. Han vann SM-guld i stavhopp år 1960. Han tävlade för Bromma IF och Alfredshems IK.